# Balkon

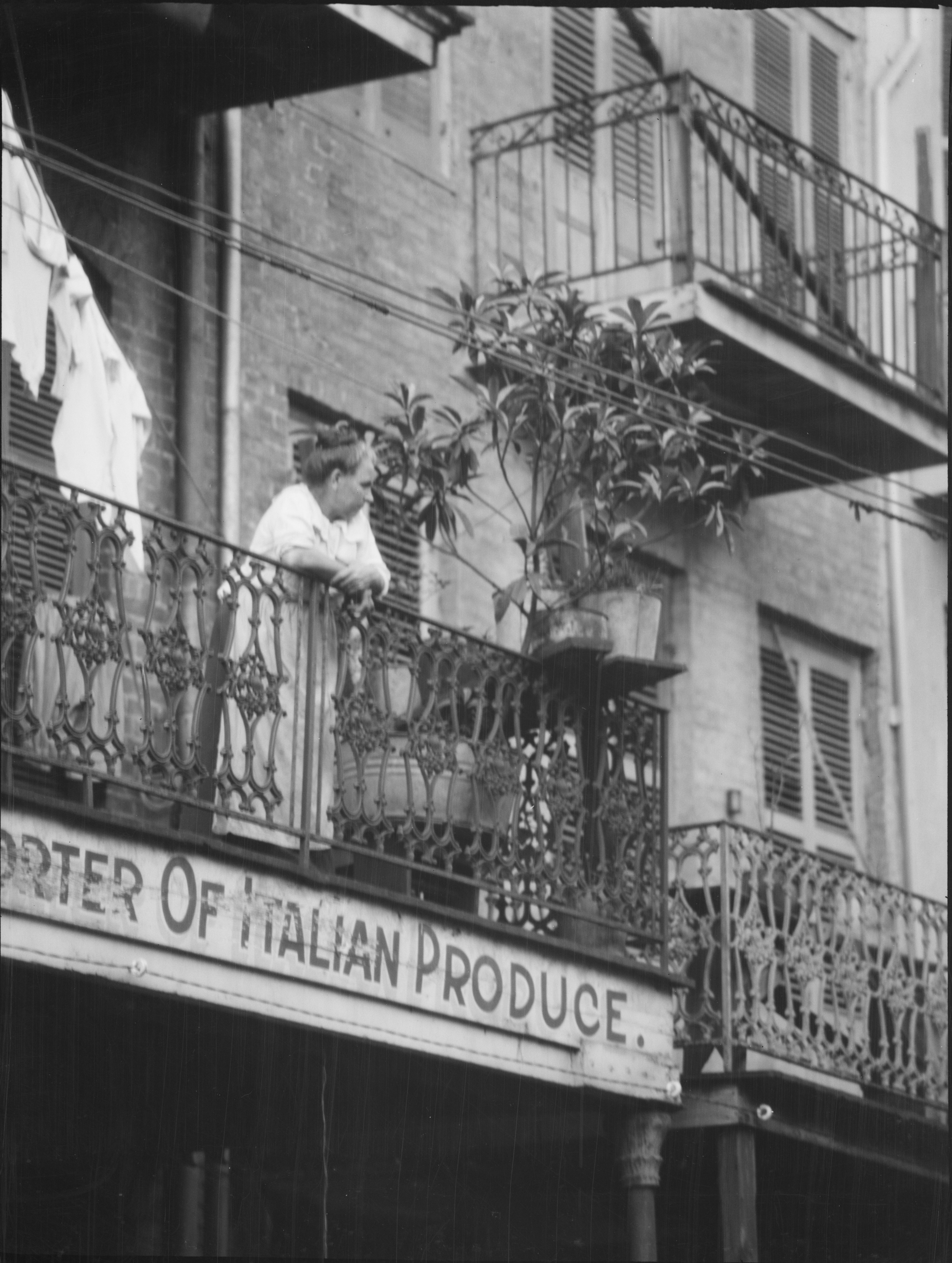
Frau auf einem Balkon (New Orleans, 1920er Jahre)

Ein Balkon (Plural Balkone, seltener: Balkons, als Sammelbegriff Balkonage) ragt in der Regel als Plattform aus einer Fassade und ist betretbar. Er ruht über dem Geländeniveau auf Konsolen oder Trägern. Balkone weisen eine Brüstung oder ein Geländer auf und sind, da ohne Bedachung, der Witterung ausgesetzt.

## Etymologie
Das Wort Balkon wurde im 18. Jahrhundert aus dem Französischen (balcon) ins Deutsche entlehnt und geht über das italienische balcone letztlich auf ein germanisches, namentlich langobardisches Ursprungswort *balko zurück, das althochdeutsch balko, „Balken“ entspricht.

## Bauformen und Abgrenzung
Besondere Kennzeichen von osmanischen und indo-islamischen Minaretten sind Rundbalkone (scherefe); auch unterhalb der Laternen von Leuchttürmen kommen Rundbalkone vor.

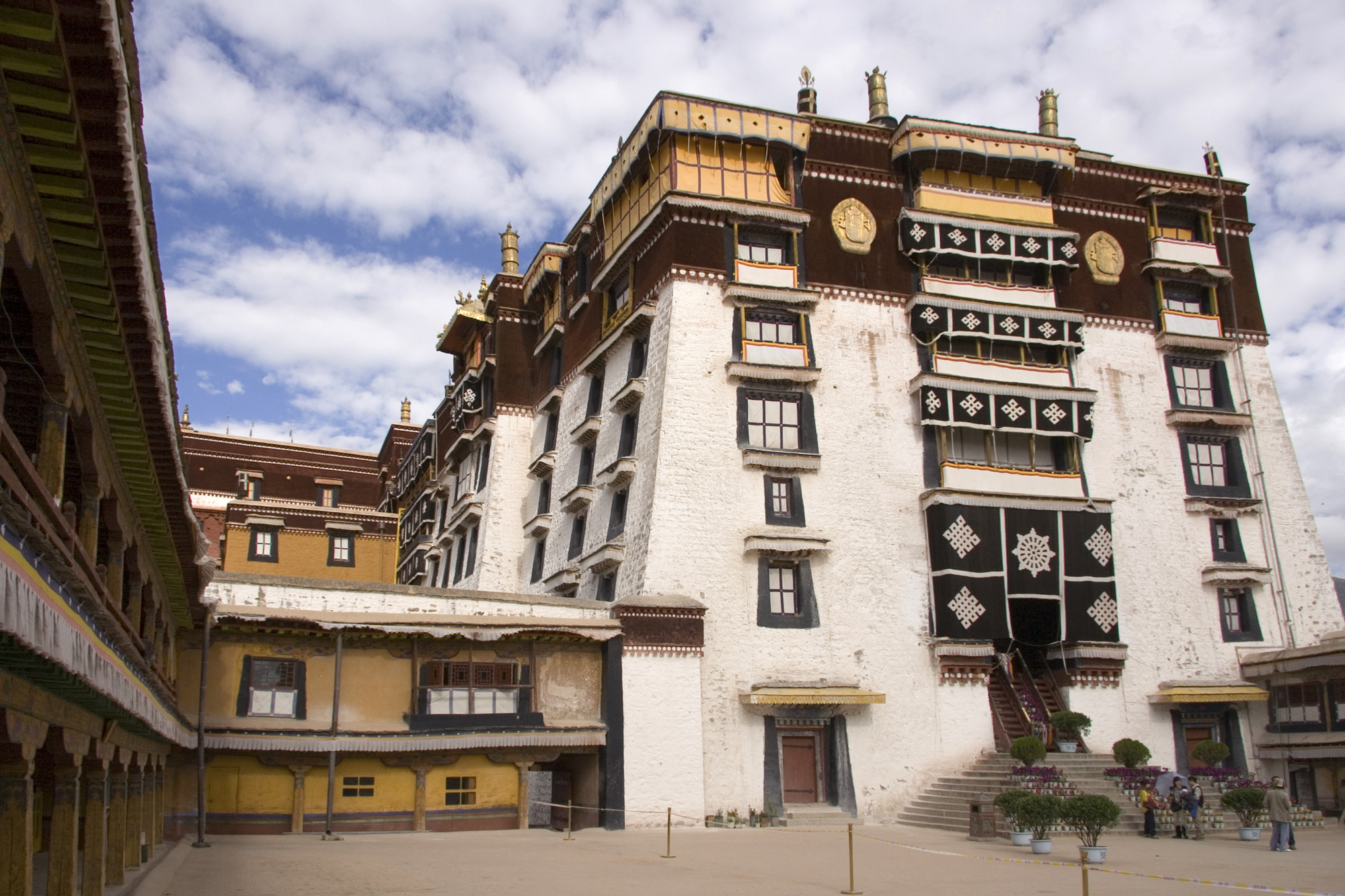
Reichhaltig gegliederte Fassaden mit Loggien, Erkern, Lauben und Balkonage (Potala-Palast)

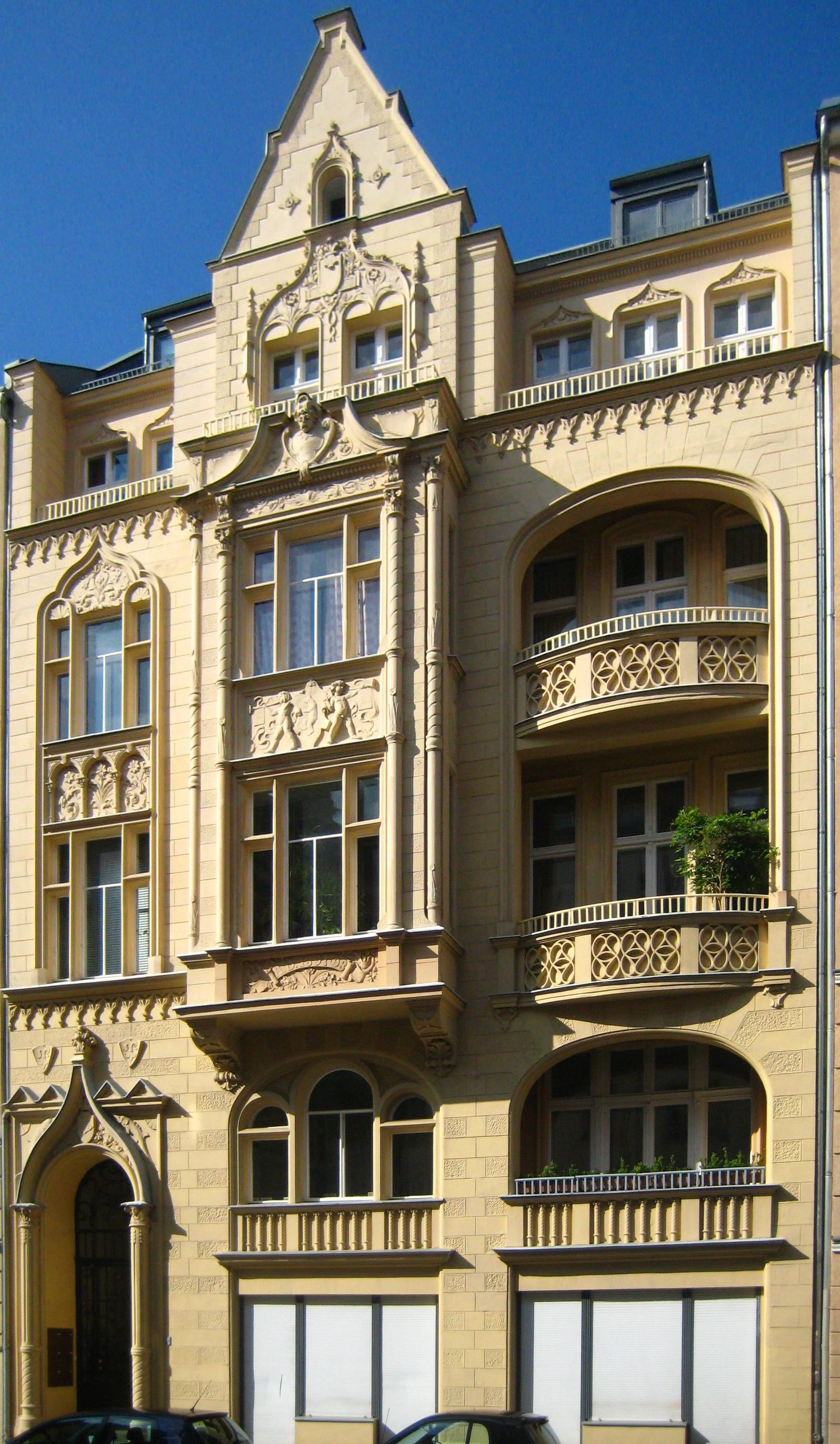
Erker und Loggien (Mietshaus, 1898)

Umgangssprachlich wird die Bezeichnung Balkon oft verallgemeinernd für erhöhte, begehbare Plattformen unterschiedlicher Art verwendet. In der Architektur und im Bauwesen wird hingegen zwischen unterschiedlichen Bauformen differenziert:
- Ein Balkon ist ein erhöhter, offener Austritt an einem Obergeschoss, der aus der Wand hervorkragt. Die Kragplatte kann selbsttragend sein oder mittels Konsolen oder Streben an der Wand abgestützt werden.
- Beim Altan oder Söller wird im Unterschied zum Balkon die offene Plattform durch Säulen, Pfeiler oder Mauern abgestützt. Abgesehen von der Konstruktion ist die Funktion meistens die gleiche wie die eines Balkons.
- Ein erhöhter Austritt, der nicht aus der Wand hervorragt, sondern innerhalb der Kubatur des Gebäudes verbleibt, wird als Loggia bezeichnet. Eine Loggia dieser Art erfüllt meistens die gleiche Funktion wie ein Balkon, sofern sie nicht zu einem durchgehenden Laubengang verlängert ist.
- Ist ein hervorragender Gebäudeteil überdacht und von eigenen Wänden umgeben, wird er als Erker bezeichnet. Da Balkone auch überdacht und (teil)verglast sein können, sind die Übergänge zwischen beiden Bauformen manchmal fließend.
- Der französische Balkon bezeichnet das Geländer eines bodentiefen Fensters, das nicht oder nur minimal aus der Fassade hervortritt. → Hauptartikel: Französisches Fenster.

Die aufgelisteten Bauteile haben die Funktion des erhöhten Austritts als gemeinsames Merkmal. Eine teil-, halb- oder ganz offene Fläche auf oder unter der Erdgeschossebene eines Hauses wird hingegen als Terrasse bezeichnet. Ist diese Fläche überdacht und mit Fenstern schließbar, spricht man von einer Veranda.

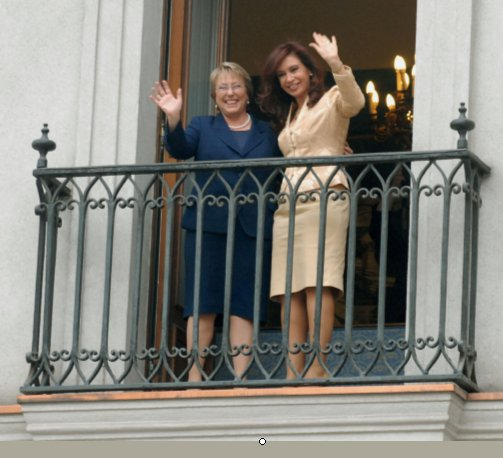
Französischer Balkon
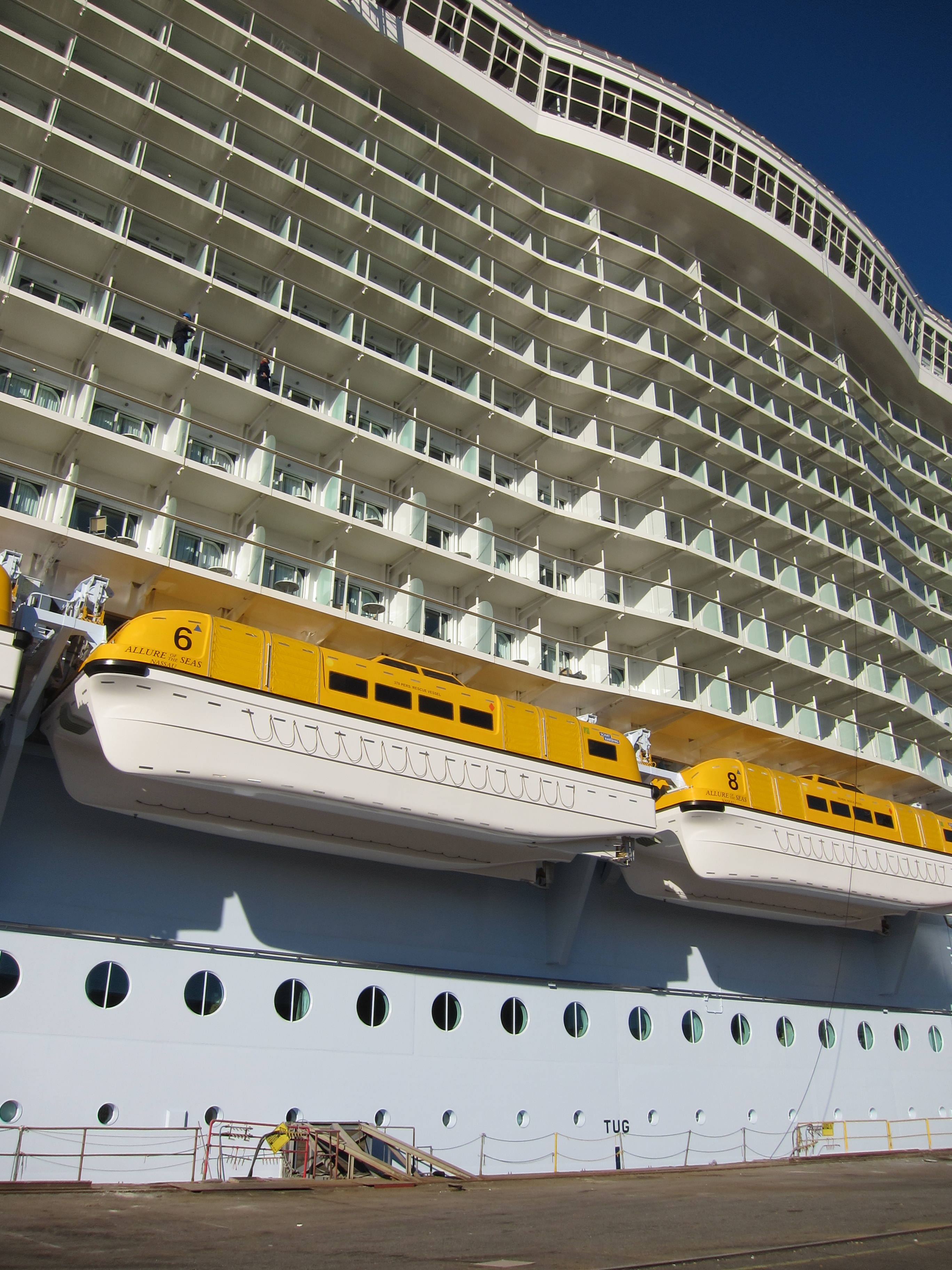
Balkonierte Fassade (hier die Bordwand eines Kreuzfahrtschiffs)
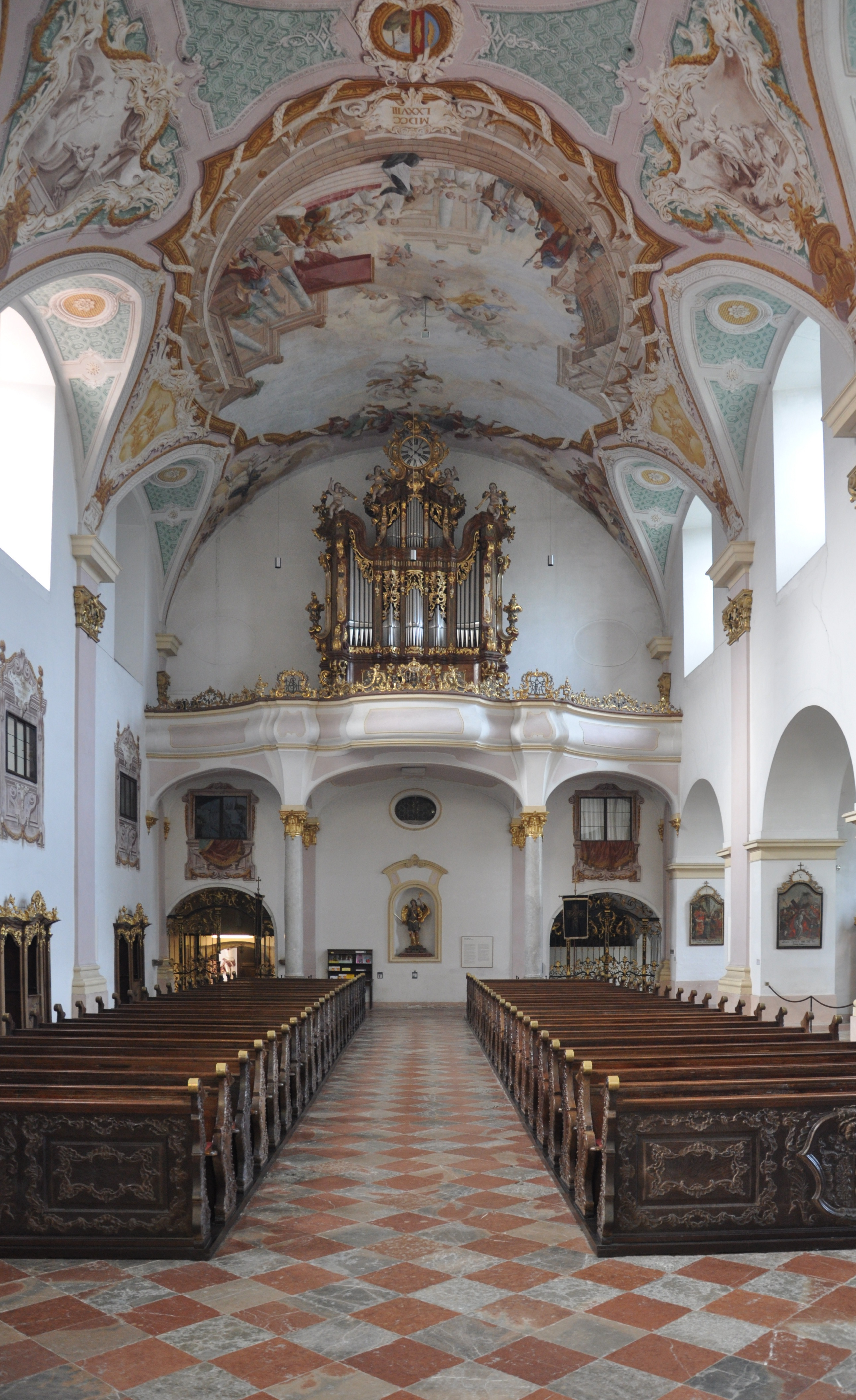
Altan im Innenraum: Orgelempore

## Architektur

### Repräsentativbauten
Der Erscheinungsbalkon findet sich häufig an Repräsentativbauten und ist öffentlichen Straßen oder Plätzen zugewandt. Die Bezeichnung verweist darauf, dass Würdenträger auf einer solchen Plattform erscheinen und sich einem vor dem Gebäude versammelten Publikum zeigen können. Erscheinungsbalkone sind abgeleitet von sakraler Architektur und waren bis zum Ende des 19. Jahrhunderts ein eigenes Kriterium bei neuen Bauten und unterlagen eigenen Regeln. Ein Erscheinungsbalkon ist meist von einer Brüstung (ein dicker, durchgängiger Aufbau zur Absturzsicherung) umgeben. In moderneren Bauten findet sich häufiger auch ein einfaches Geländer, welches den Erscheinungsbalkon zwei- oder dreiseitig einfasst. Ein Beispiel dafür ist die Benediktionsloggia am Petersdom, auf der ein neugewählter Papst der Weltöffentlichkeit vorgestellt wird.

### Wohnungsbau

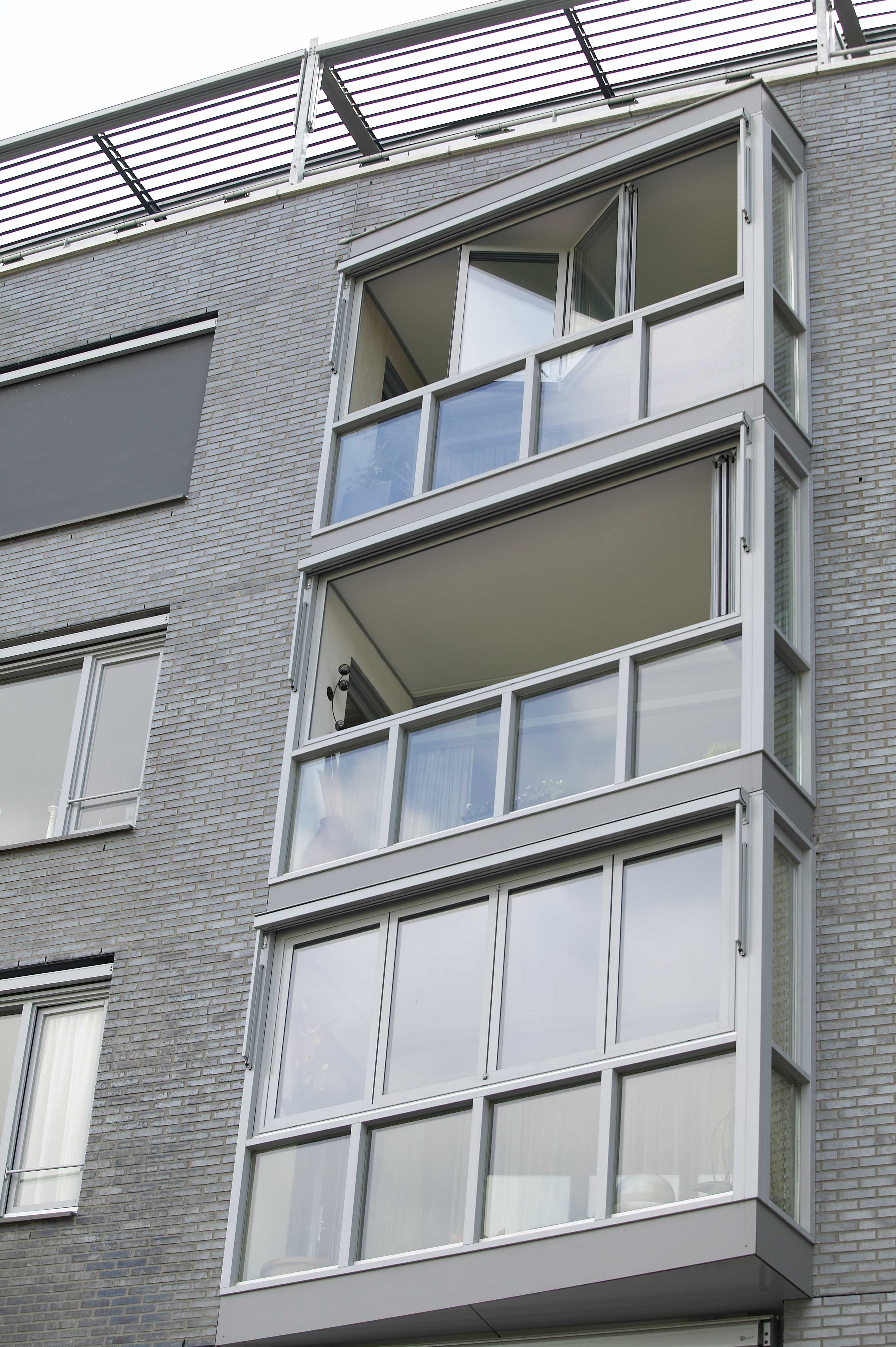
Balkonverglasung

Balkone gehören zu den Freisitzen. Im Wohnungsbau wurden bis zum Ende der 1930er Jahre Balkone als sogenannte Schmuckbalkone an den straßenseitigen Gebäudefronten und als Wirtschaftsbalkone an den rückseitigen Hoffassaden der Gebäude erbaut. Die Wirtschaftsbalkone waren meist den Küchen vorgelagert und für Hausarbeiten im Freien bzw. zum Trocknen von Wäsche vorgesehen. Maßstab der Flächenbemessung war: Mindesttiefe 1,00 m = 1 Stuhl.
Bei einer Balkonverglasung wird der Bereich über der Brüstung im Nachhinein verglast. So entsteht ein Glaserker, der als kleiner Wintergarten dienen kann und auch eine Doppelfassade, beispielsweise gegen Verkehrslärm, darstellt.
Südseitig auskragende Balkone bieten bei richtiger Dimensionierung im Sommer eine effektive Beschattung darunterliegender Fenster und Glasfassaden, speziell während der Mittagsstunden. Im Winter, bei flach stehender Sonne, werfen sie keine Schatten auf darunterliegende Fenster und ermöglichen eine passive Sonnenenergienutzung durch diese Fenster oder durch Glasfassaden.

### Bäuerliche Bauten

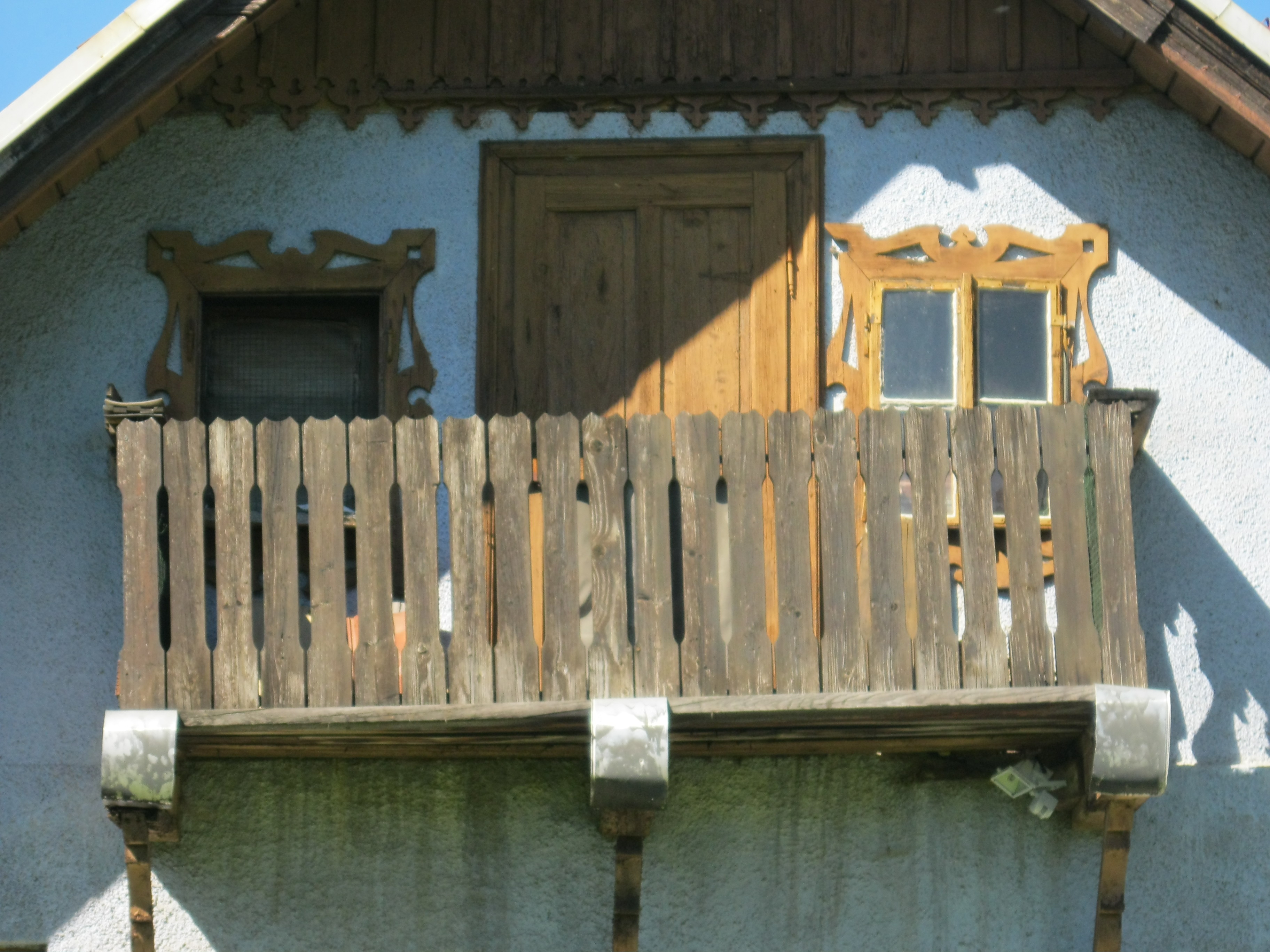
Dekor im bäuerlichen Heimatstil (Keusche in der Steiermark)

Im süddeutsch-österreichischen Raum wurde der Balkon als Schrot bezeichnet (der, das oder die, abgeleitet von schröten ‚schneiden‘, cf. Zierschrot), nach den länger belassenen Balkenlager im Blockhausbau, oder als Gangl. Üblich sind auch die Bezeichnungen Giebellaube und Seitenlaube.
Diese Balkonage diente weniger der Erholung, als vielmehr der trockenen Verwahrung von Gütern. Wesentliche Merkmale sind die Giebel- und Traufständigkeit, je nach Dachlage und Seitenlage zum Dach (Traufschrot und Giebelschrot) – beim Bauernhof liegt die Stirnfassade meist ost- oder südwärts, je nach Region. Für einige Hofformen des Alpenraums ist die mehrstöckig an drei Fassaden (außer der Nordseite) umlaufende Balkonage typisch.

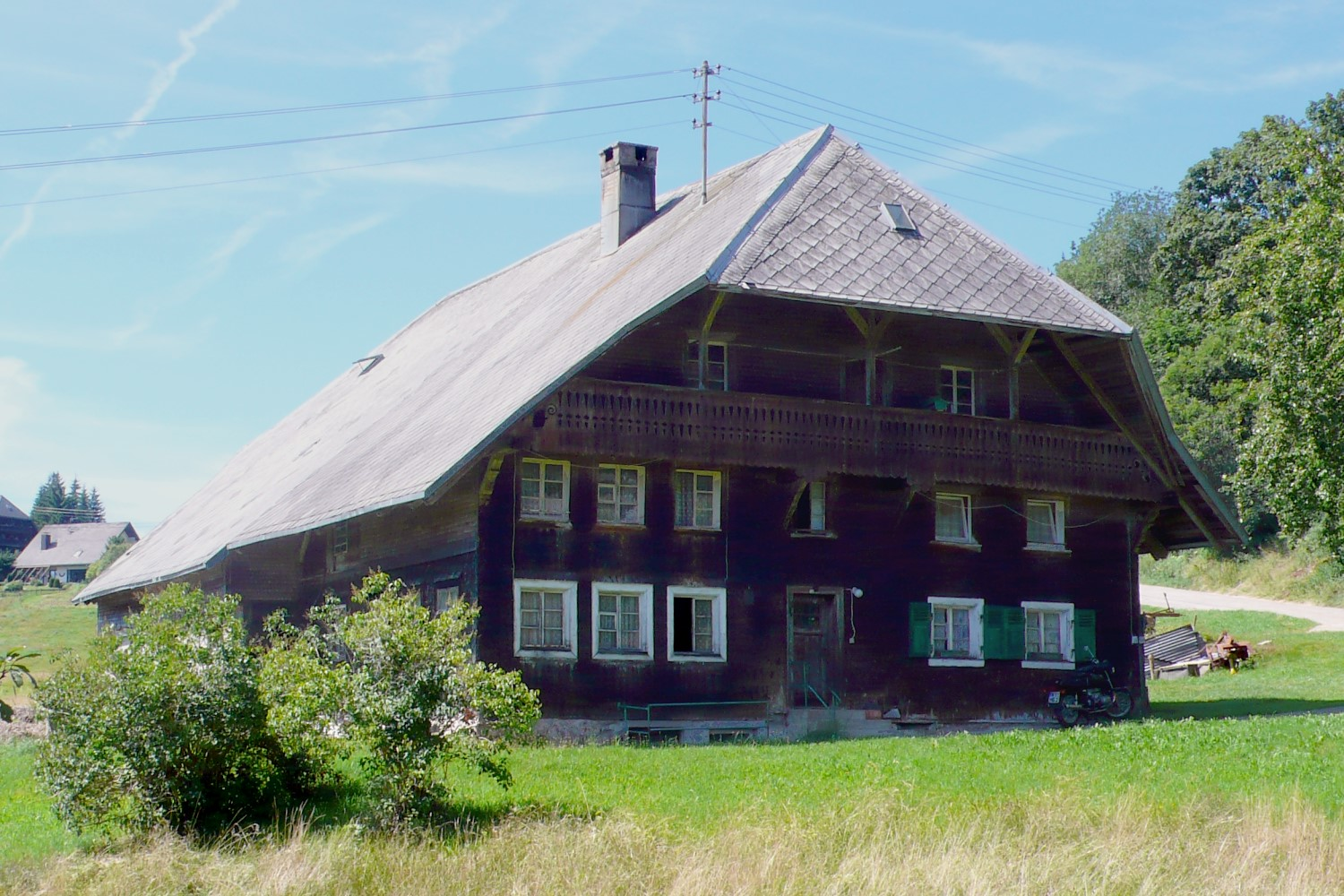
Giebelbalkon (Schwarzwaldhaus)
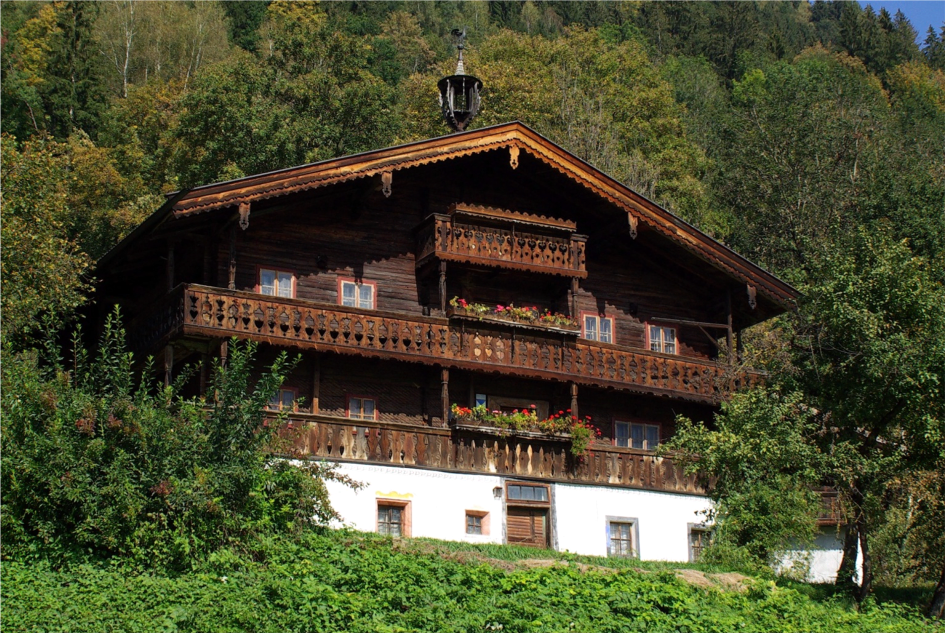
Einhof mit dem umlaufenden Gangl (Tiroler-/Pinzgauerhof)
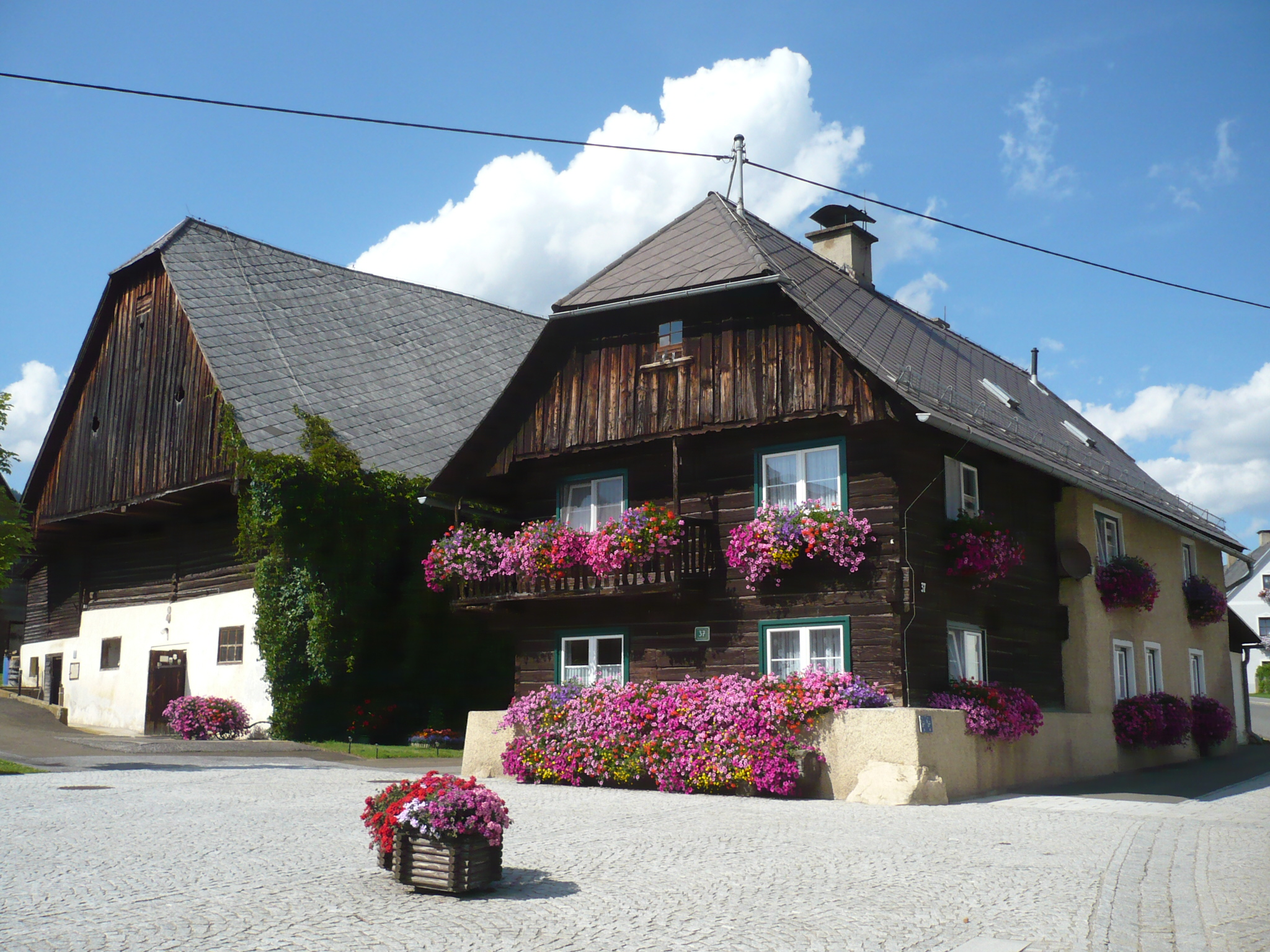
Halbbalkon unter dem Schopf (Steirerhof)
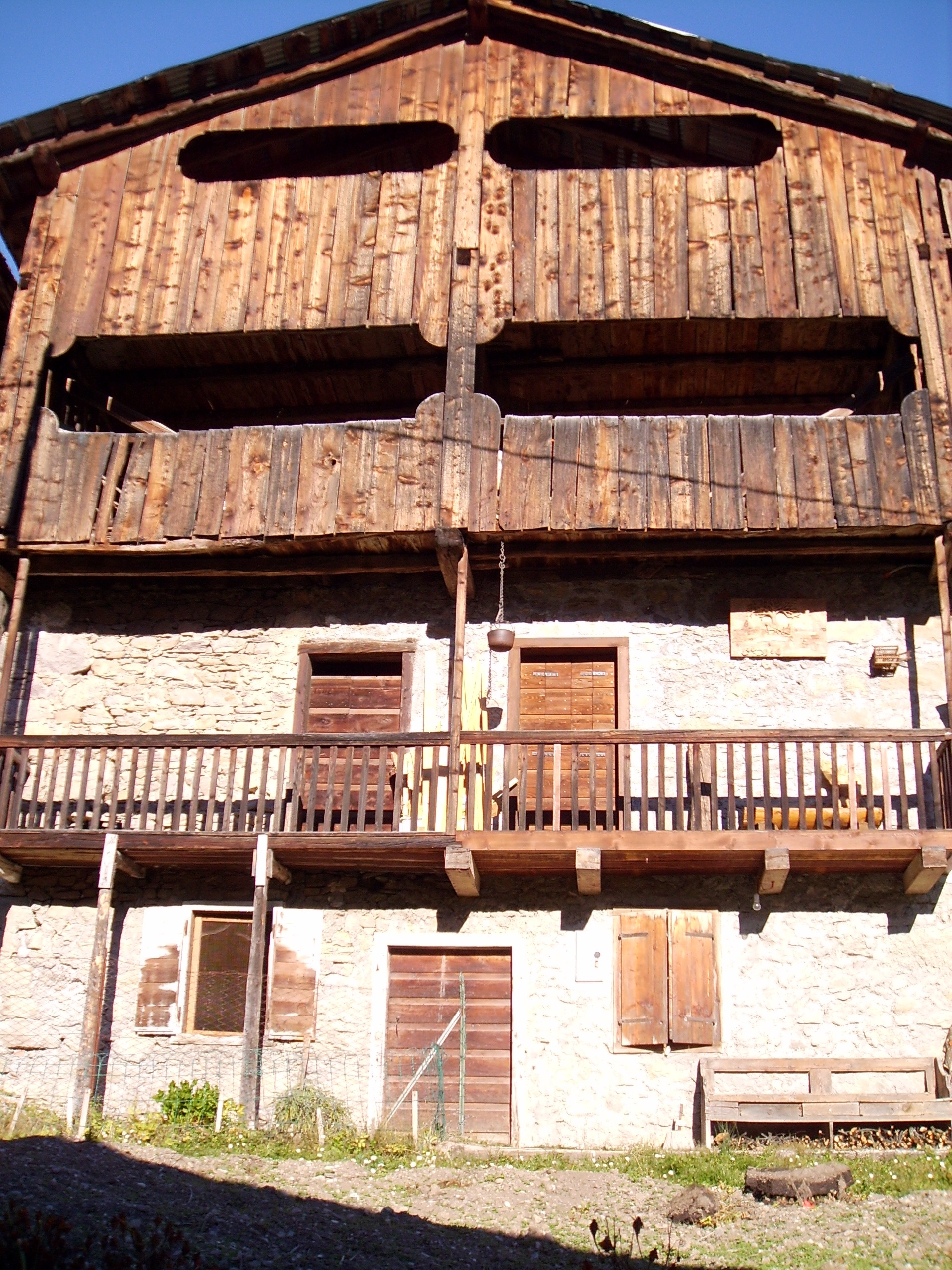
Stockspezifische Verschalung (cadoranisch-ladinischer Hof)

## Baukonstruktion
Der Balkon kann eine Auskragung der Geschossdecke sein oder eine Plattform, die auf Konsolen oder Kragträgern an der Außenwand eines Gebäudes befestigt ist.
Balkone werden aus Holz, Stein, Stahlbeton oder Metall gefertigt. Sie werden hauptsächlich im Sinne der Absturzsicherung gebaut und entsprechen demnach gesetzlichen Vorgaben. Ab einer Absturzhöhe von mehr als einem Meter muss das Geländer am Balkon mindestens 90 cm hoch sein. Ab einer Absturzhöhe von mehr als zwölf Metern muss das Geländer mindestens 110 cm hoch sein.
Alte Balkone, die als Kragarm aus der entsprechenden Geschossdecke münden, bilden konstruktionsbedingt oft Wärmebrücken, insbesondere bei Stahlbeton-Konstruktionen. Bei modernen Balkonen sorgen Balkonanschlüsse (spezielle Dämmelemente, z. B. Isokorb und andere Fabrikate) für die notwendige thermische Trennung und Wärmedämmung.
Der Vorstellbalkon als statische Alternative steht mit eigenem Tragwerk vor dem eigentlichen Gebäude und wird nur an der Außenwand rückverankert.

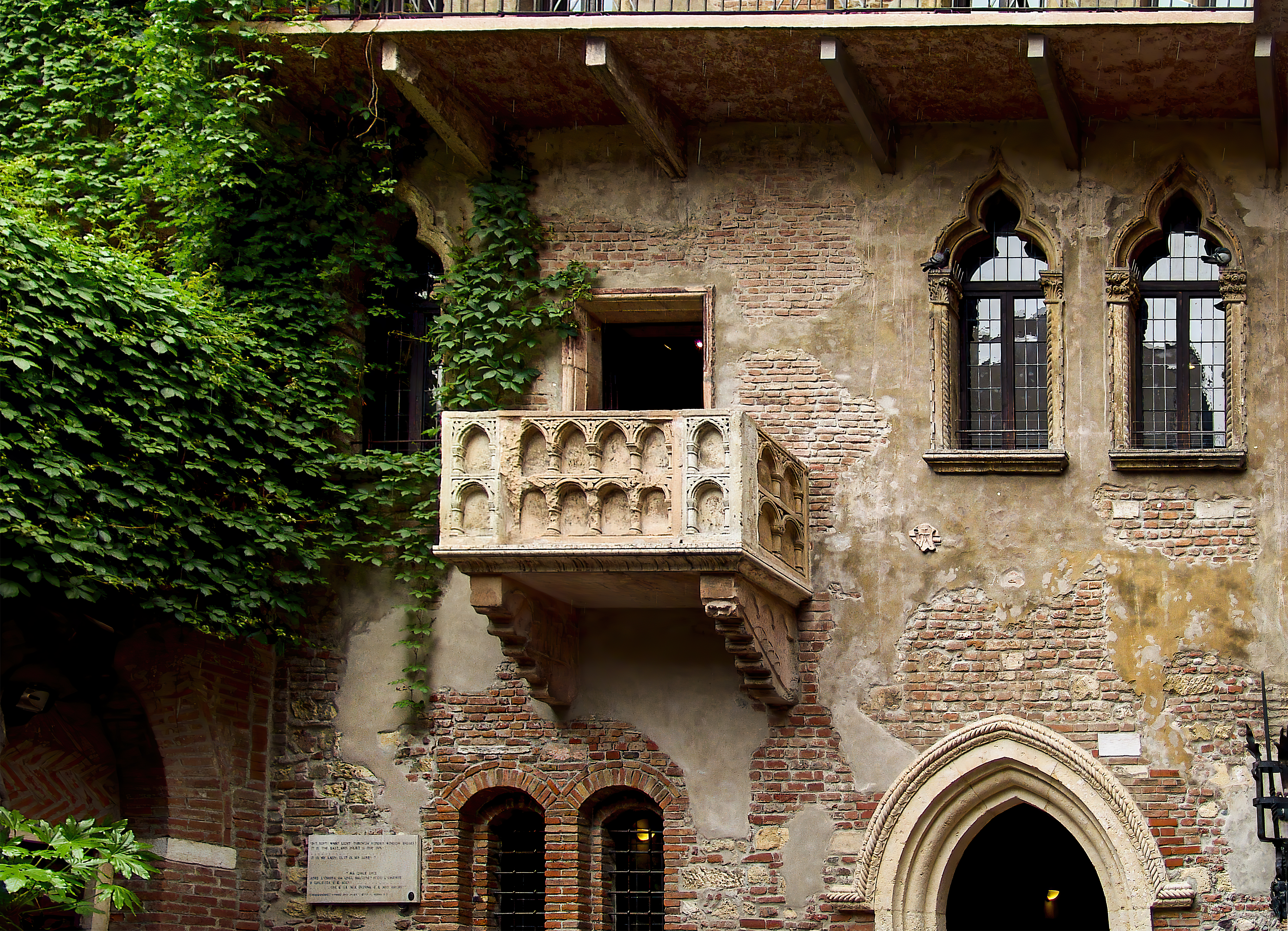
Brüstung auf Konsolen angebracht
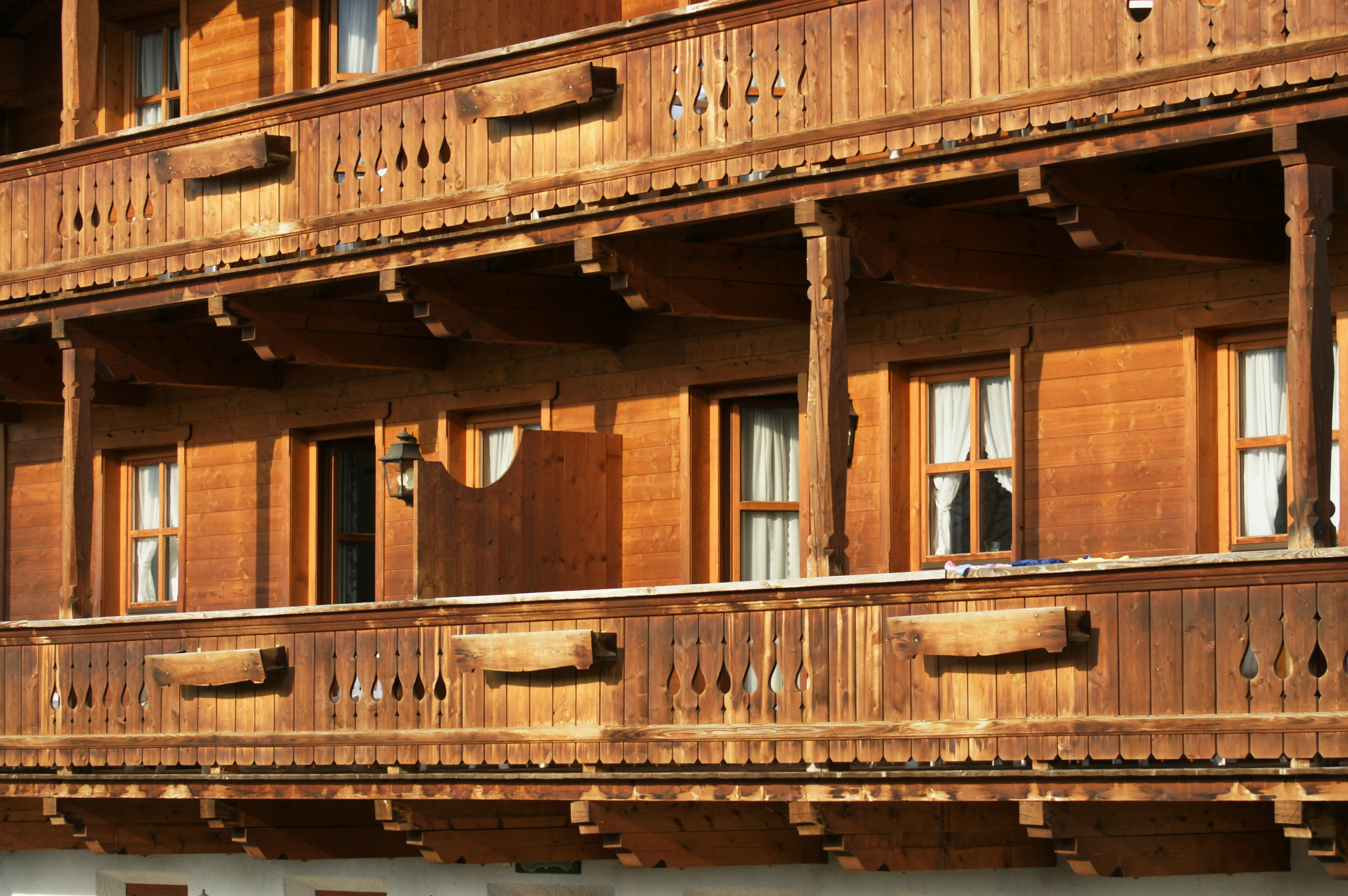
Hölzerne Kragarme und Geländersteher
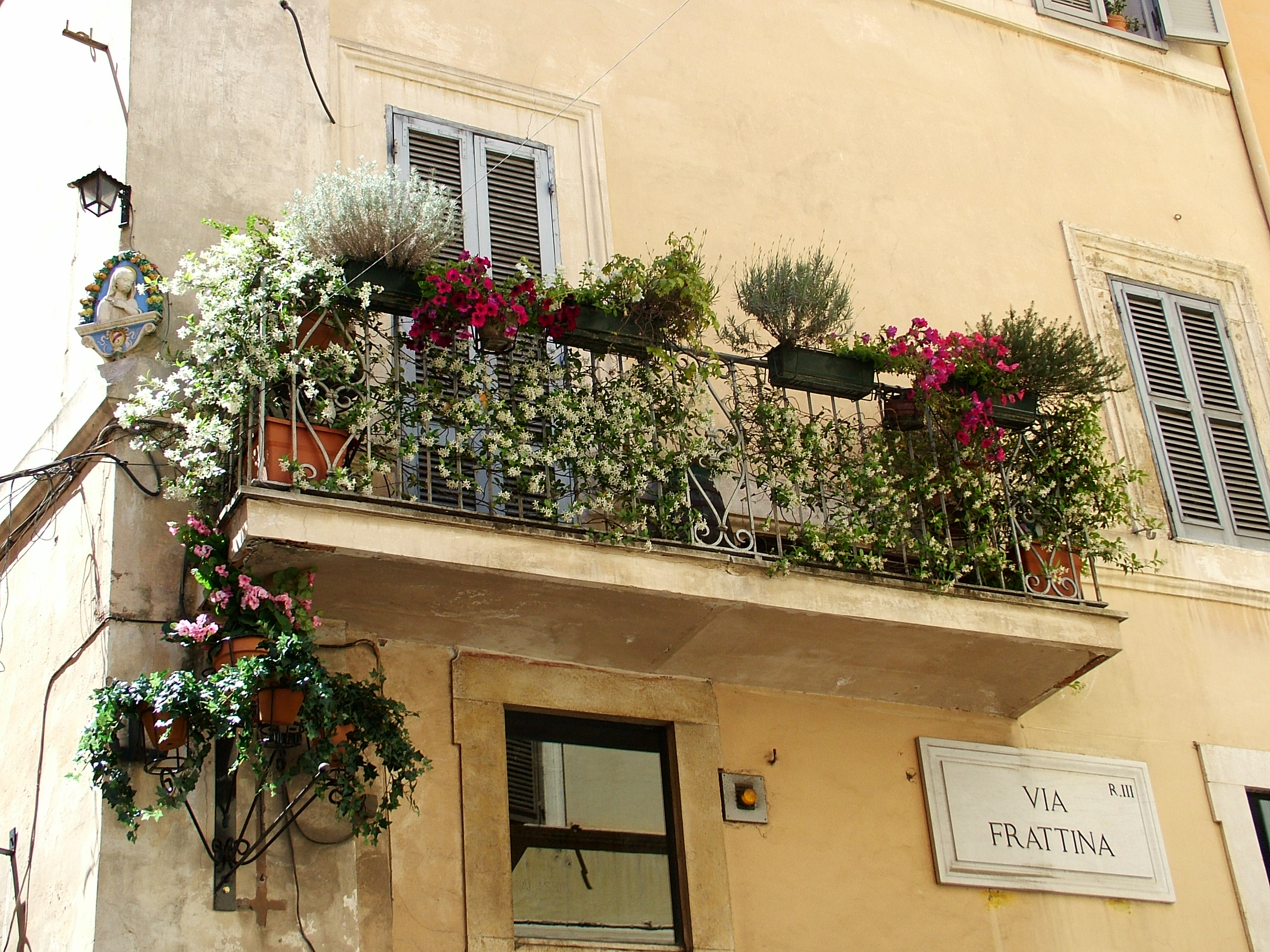
Auskragende Geschossplatte mit Metallgeländer
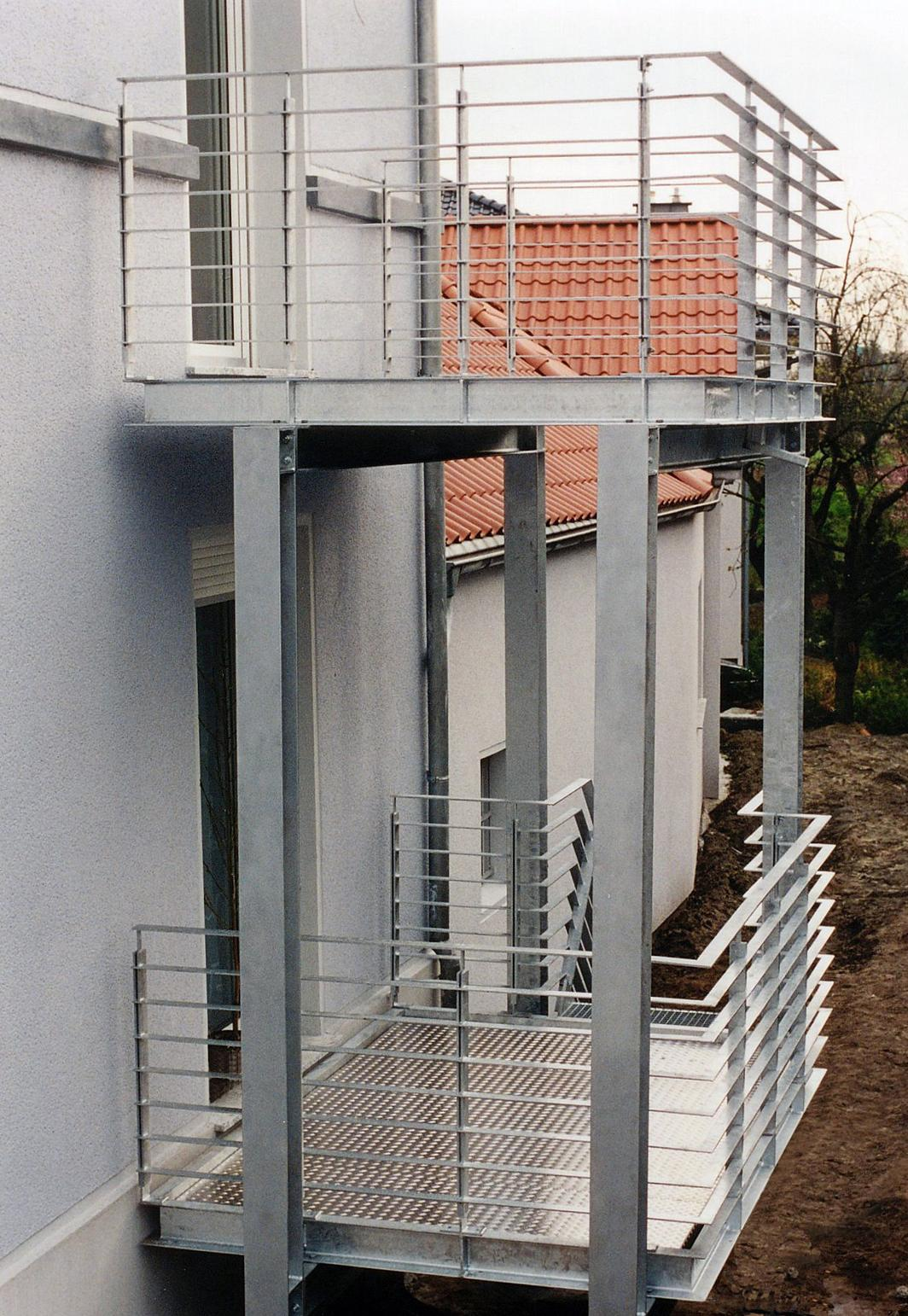
Nachträglich angebauter Altan mit feuerverzinktem Stahltragwerk

## Geschichte und Stilkunde
Nachweisbar sind Balkone in Europa seit dem 1. Jahrhundert, so in Pompeji. Ab dem späteren Mittelalter verbreitete er sich zunehmend in Europa, seine Blütezeit erreichte er im 17. und 18. Jahrhundert. Im Klassizismus selten geworden, wurde er ab Mitte des 19. Jahrhunderts wieder reichlich verwendet.

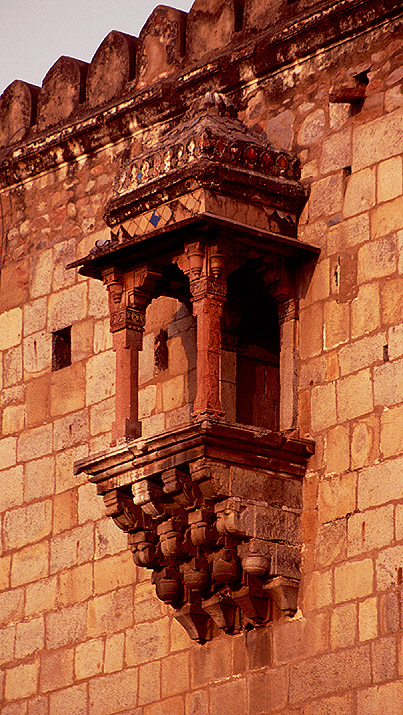
Indische Architektur
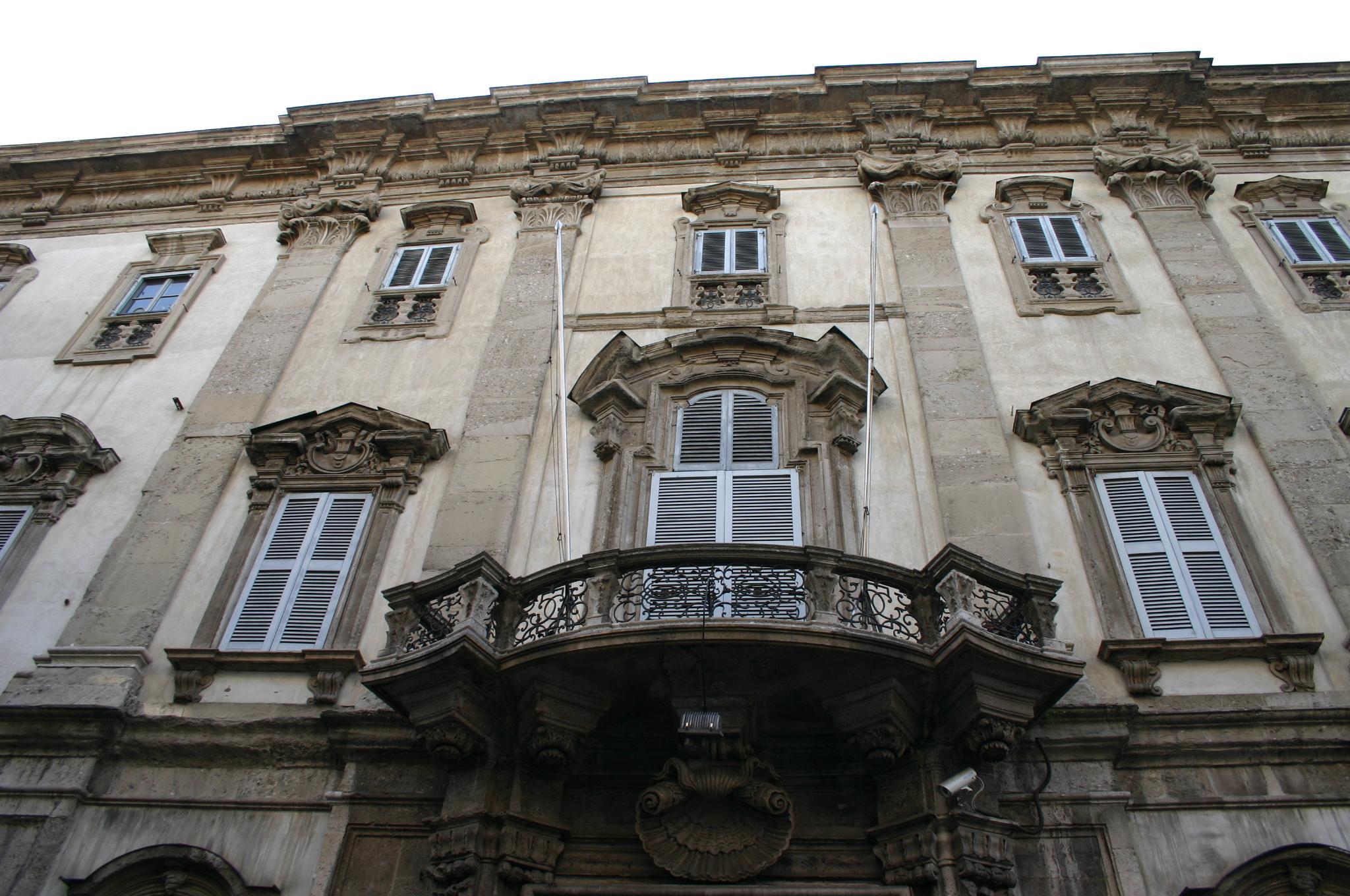
Barock: Palazzo Cusani, Mailand
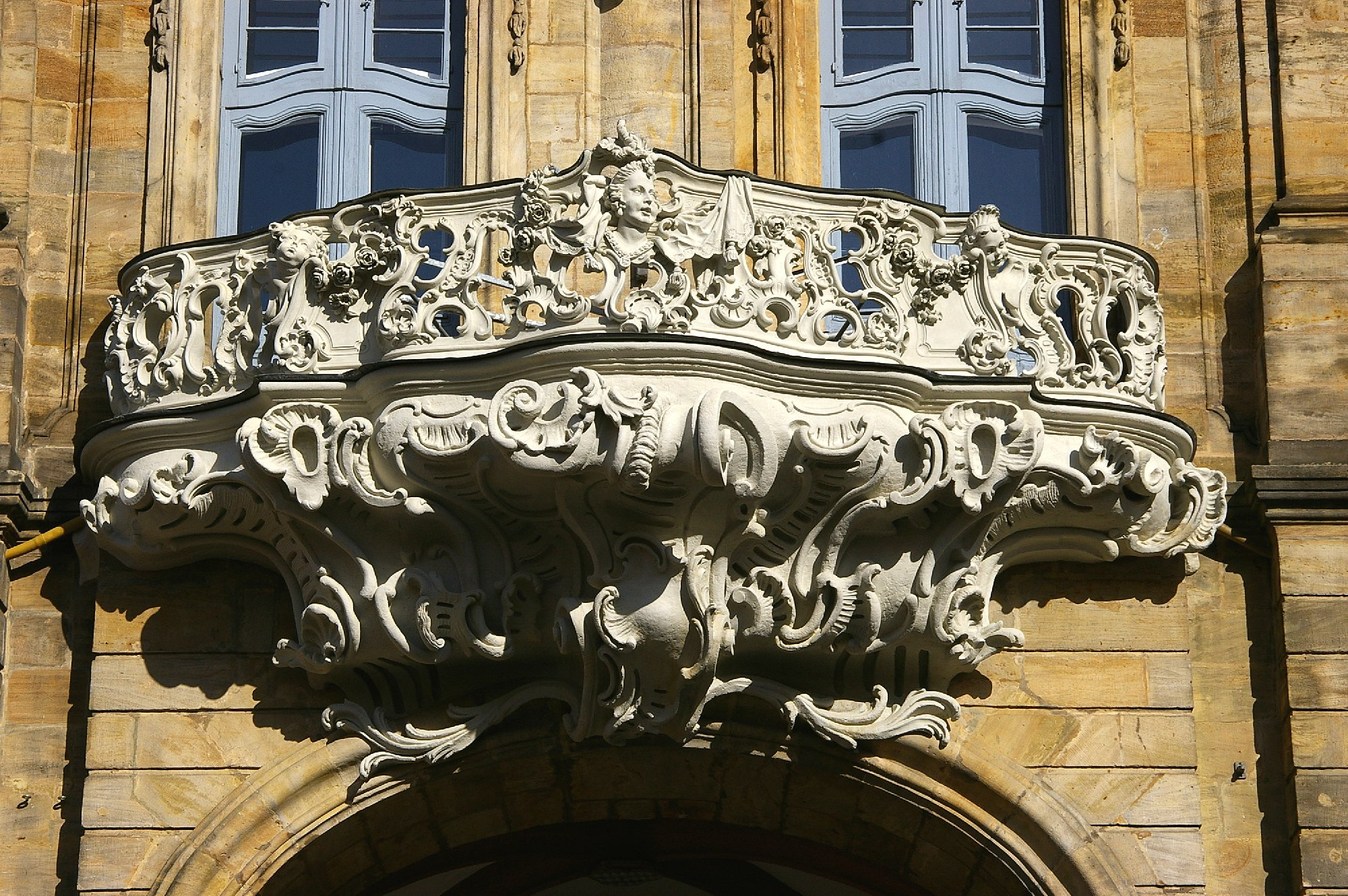
Rokoko: Altes Rathaus (Bamberg), 1756
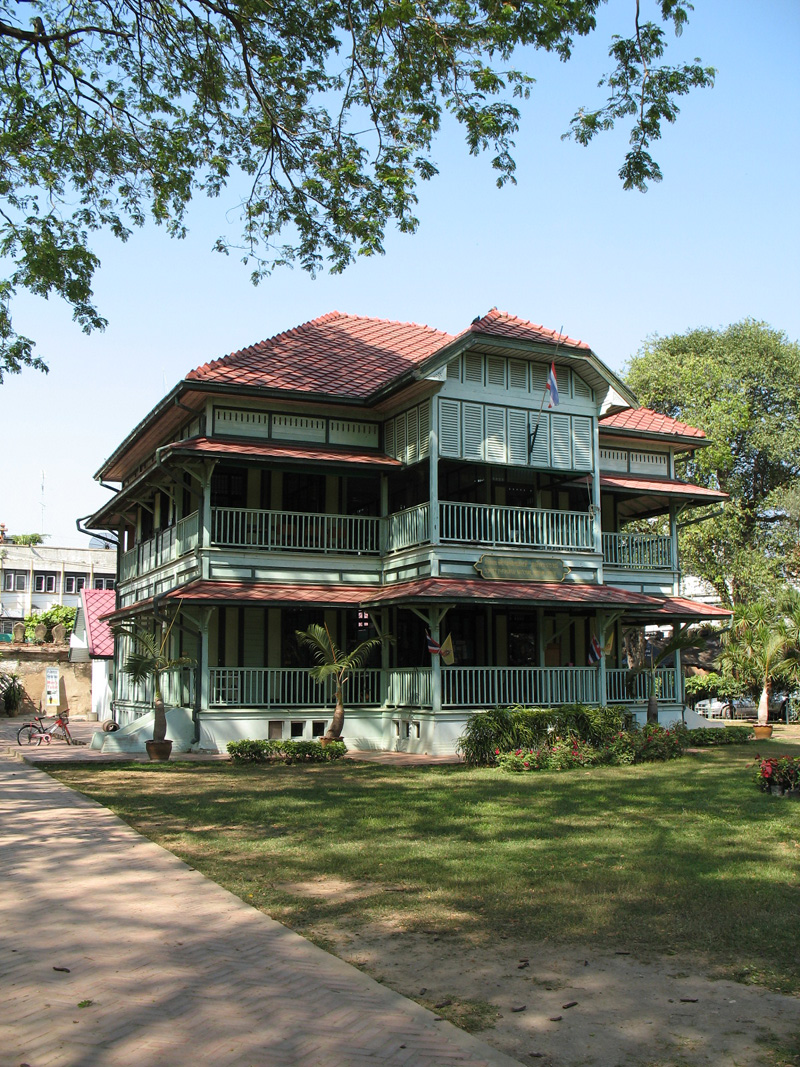
Veranden-Balkonage des Kolonialstils: King Narai’s Palace, Thailand, 19. Jh.
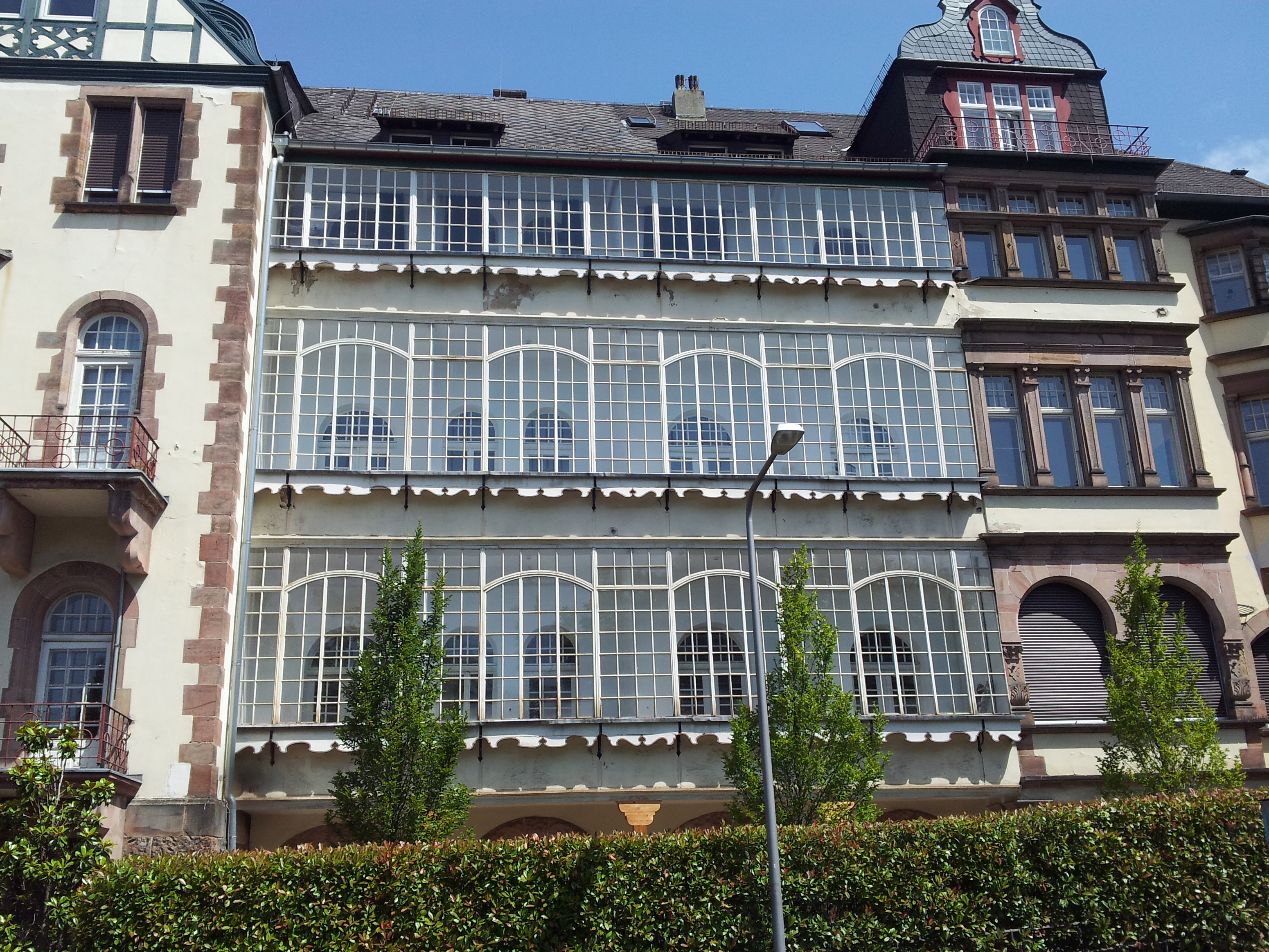
Verglaster Balkon im späten 19. Jahrhundert, Wiesbaden
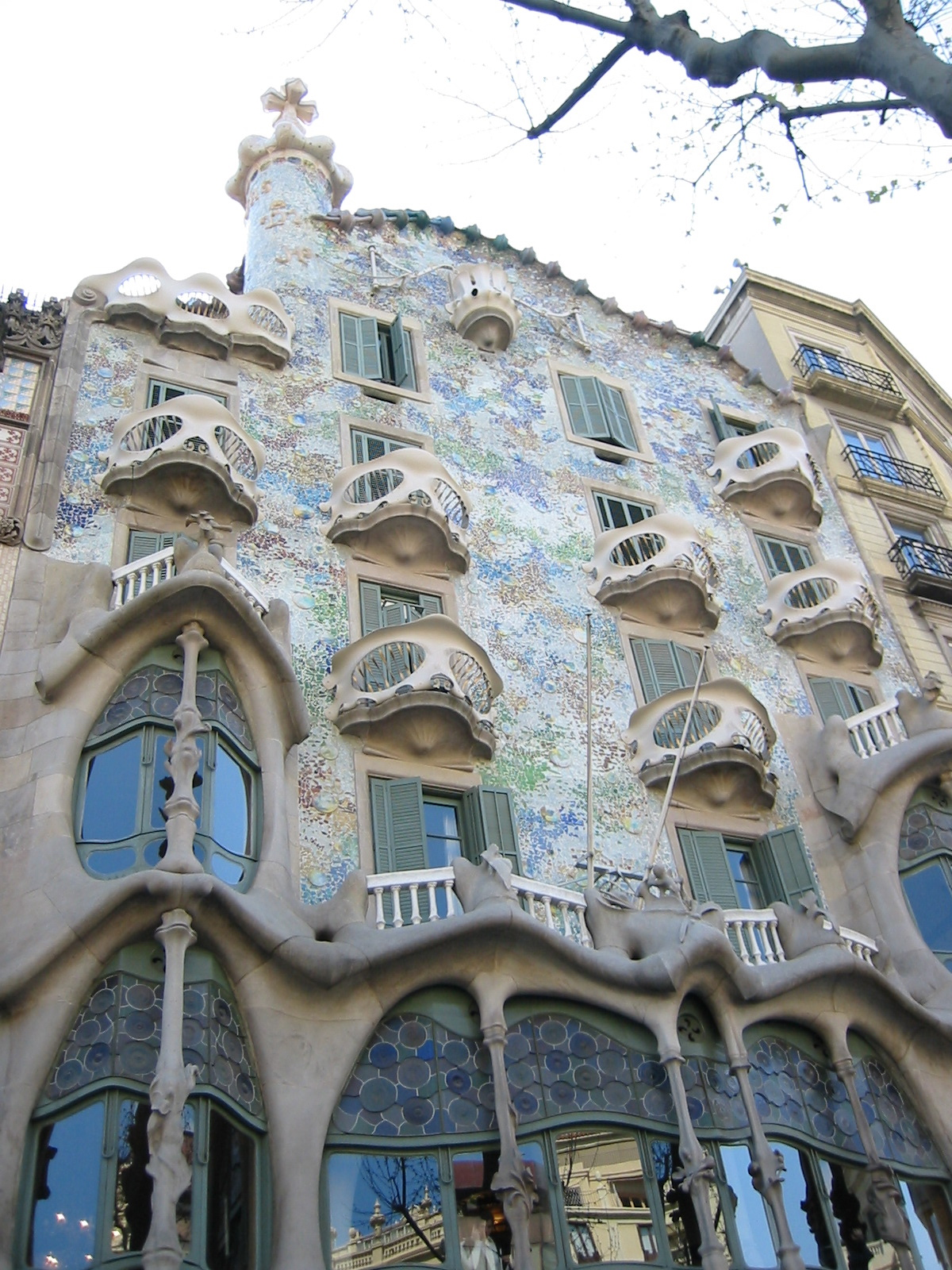
Art Nouveau: Antoni Gaudí, Casa Batlló, Barcelona, 1906
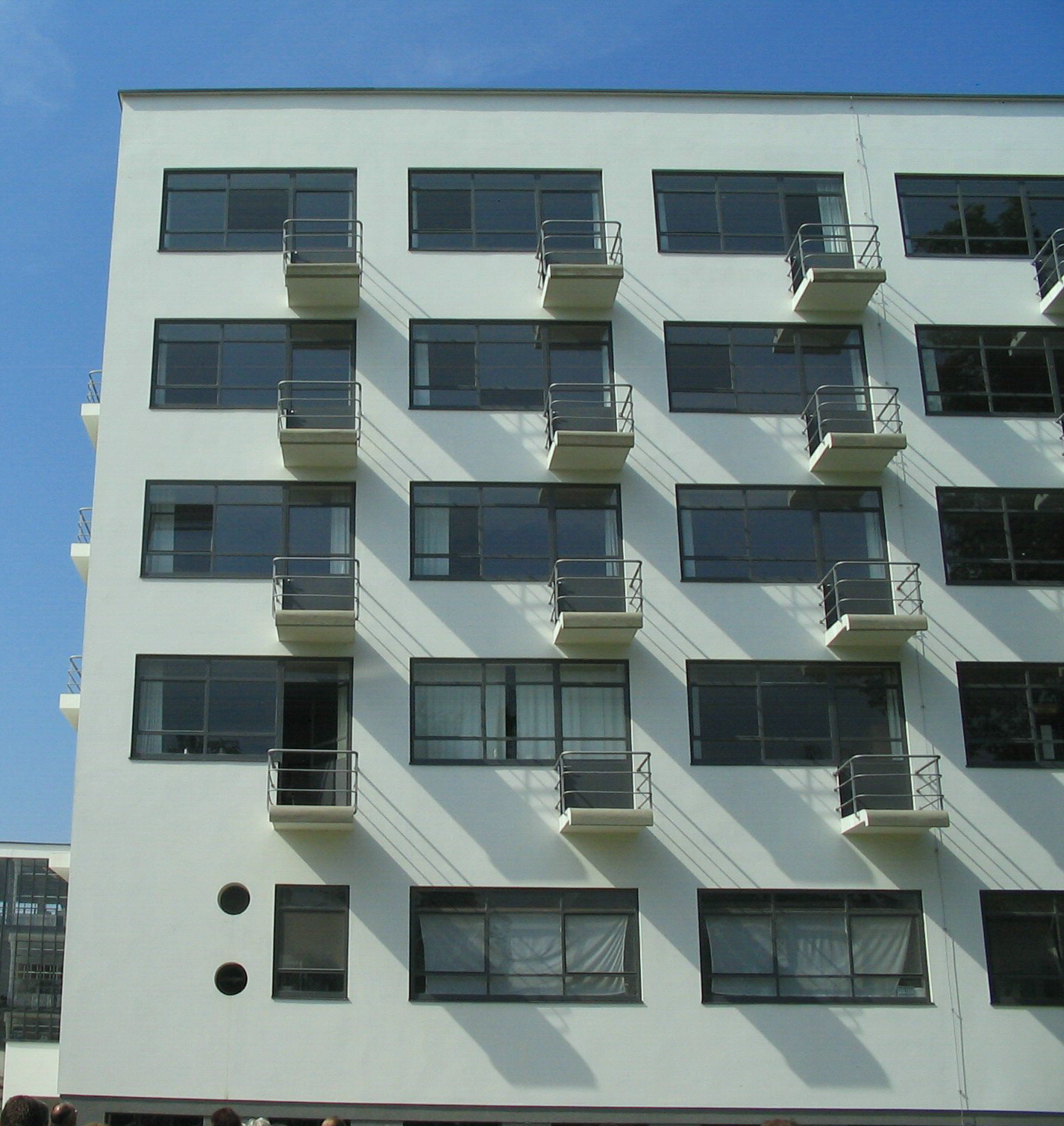
Moderne: Walter Gropius, Bauhaus Dessau 1926
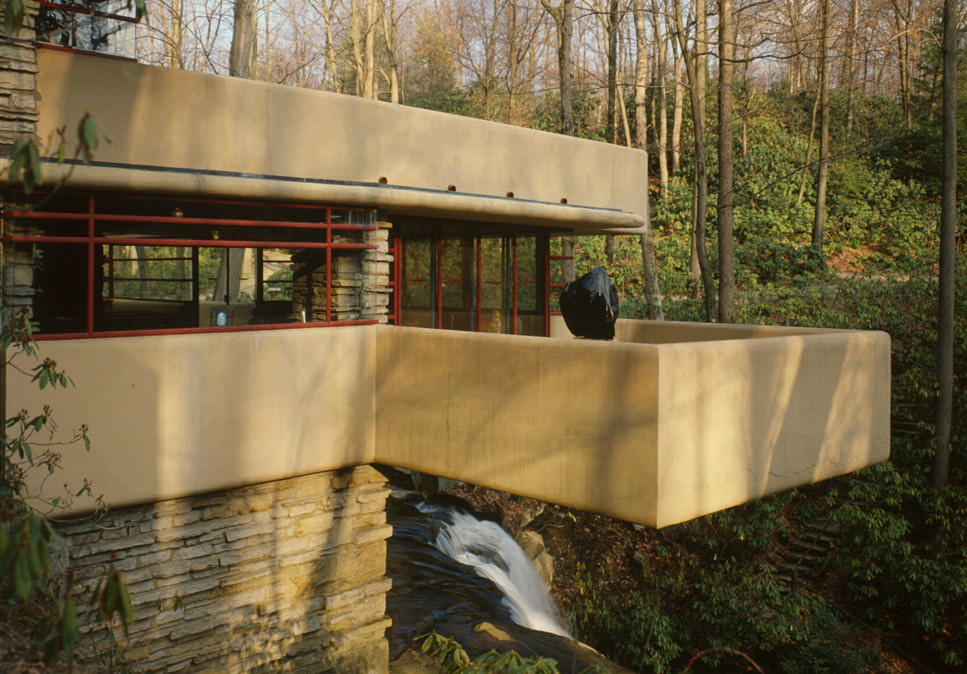
Moderne: Frank Lloyd Wright, Fallingwater, 1937
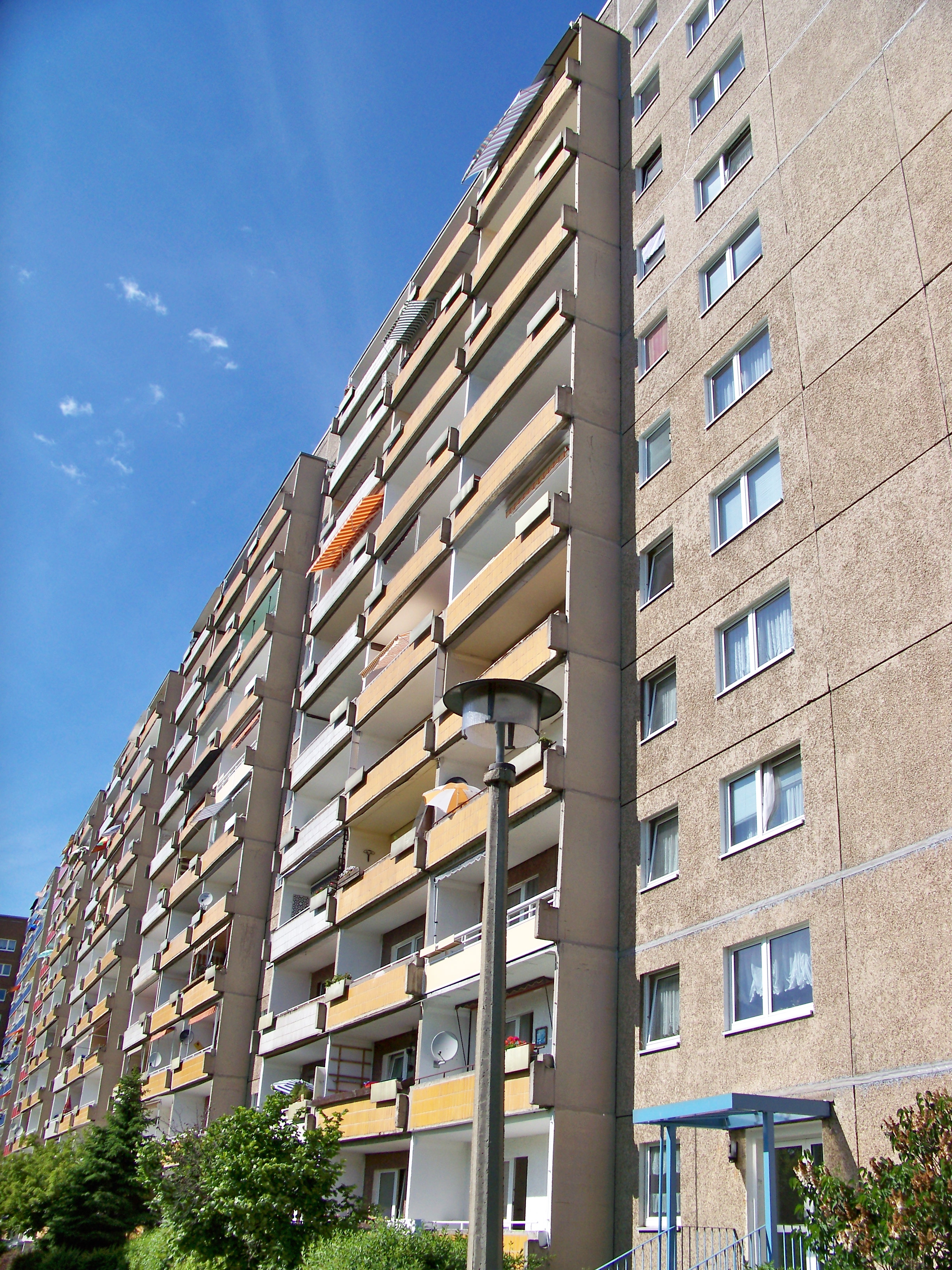
Moderne: Balkonseite eines Plattenbaus vom Typ WBS 70 des industriellen Wohnungsbaus der DDR, Leipzig-Grünau, 1980er Jahre
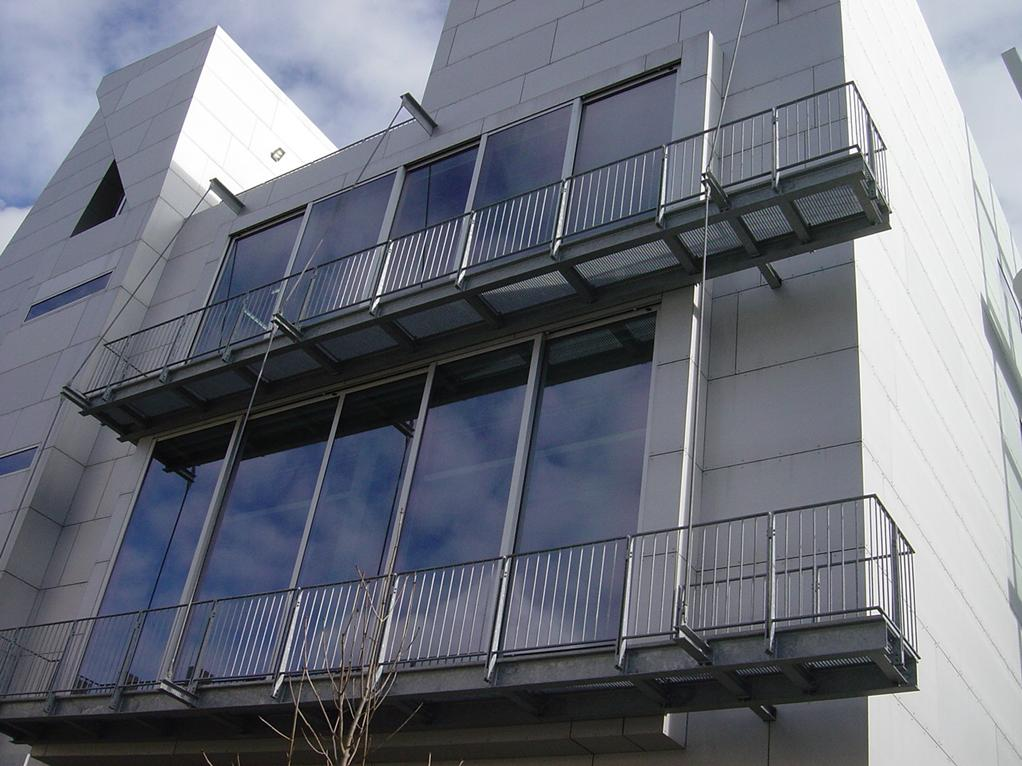
Dekonstruktivismus: Feuerverzinkte Balkone der Erweiterung der Kunstakademie München

## Heutige Nutzung

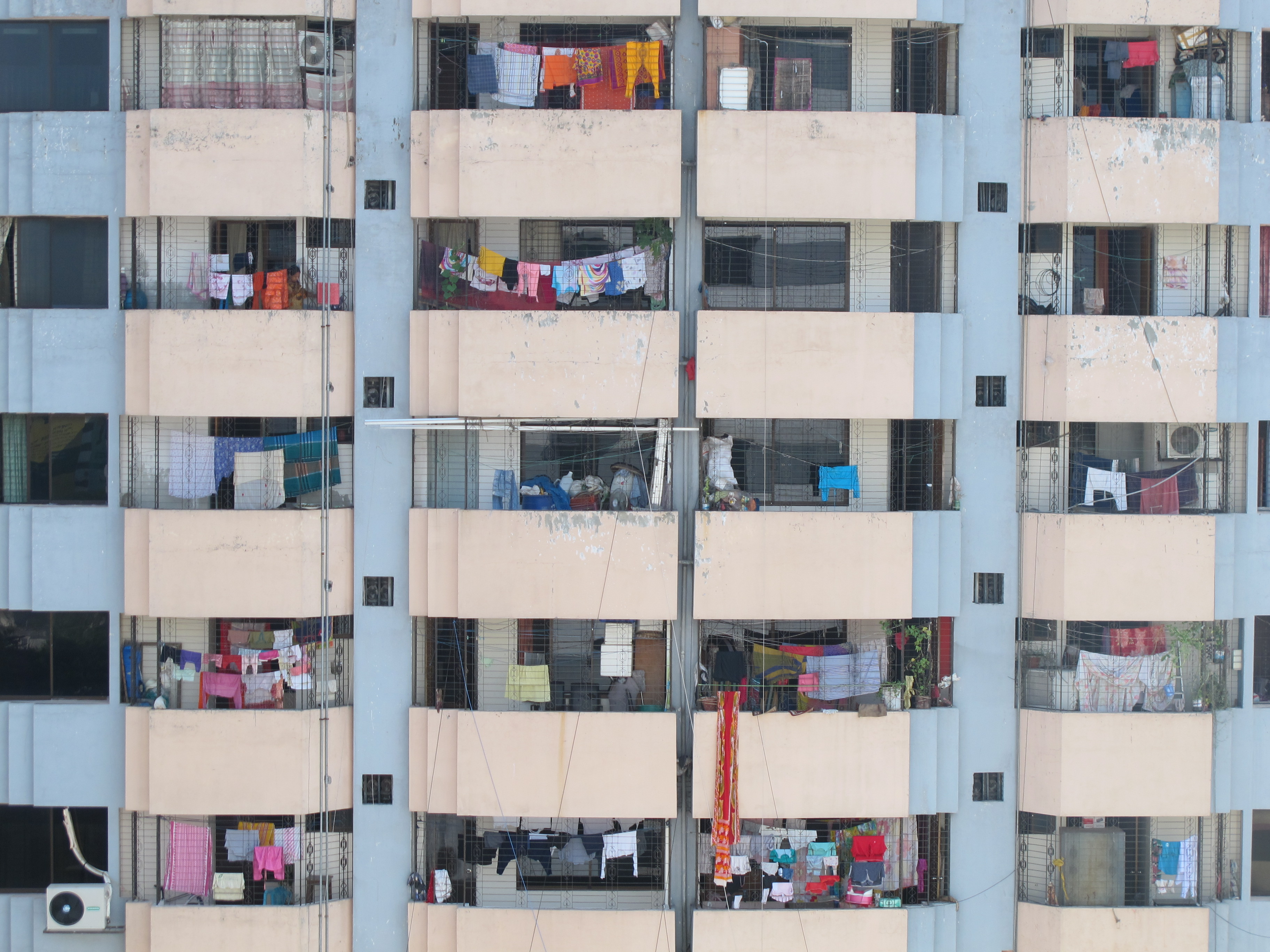
Balkone mit Wäsche an einem Hochhaus in Dhaka

Balkone werden oft als Standort für Ziersträucher als Kübelpflanzen, Blumen und oftmals auch Gewürzpflanzen verwendet, um sie z. B. zu verschönern. Damit spielen sie teils eine Rolle bei Aktionen wie Unser Dorf hat Zukunft.
Viele Menschen verbringen ihren Sommerurlaub „auf Balkonien“. Dieser Begriff ist umgangssprachlich und soll wie ein Ländername klingen (z. B. Brasilien, Sardinien, Spanien usw.). Wer „auf Balkonien“ Urlaub macht, verreist nicht, sondern verbringt seine Urlaubszeit zu Hause auf dem eigenen Balkon.
Für Menschen in beengten Wohnverhältnissen ist der Balkon hingegen oft wichtiger zusätzlicher Wohnraum. Vor allem in wärmeren Ländern werden auf dem Balkon Hausarbeiten verrichtet und er wird als Stauraum genutzt.
Beim Balconing hangeln sich junge Touristen den Balkons eines Hotels entlang, um in den Hotelpool zu springen. Dabei kam es etwa 2018 in Mallorca wiederholt zu tödlichen Abstürzen.

## Recht

### Deutschland
Der Balkon kann als zur Wohnung gehörend frei vom Mieter genutzt werden, sofern Rechte Dritter nicht beeinträchtigt werden und die Substanz der Wohnung nicht gefährdet wird. Üblicherweise werden bei der Berechnung der Wohnfläche 25 Prozent der Balkonfläche angesetzt, maximal jedoch bis 50 Prozent in Lagen mit außergewöhnlich schöner Aussicht. Es kann dem Mieter nicht verwehrt werden, auf dem Balkon seine Wäsche zu trocknen.

### Schweiz
Das Mietrecht in der Schweiz enthält keine balkonspezifischen Regelungen. Grundsätzlich gelten die allgemeinen Regeln des Mietrechts, wonach die Mietsache vom Mieter sorgfältig und vertragskonform gebraucht werden muss und dieser dabei auch auf die übrigen Hausbewohner Rücksicht zu nehmen hat. Im Mietvertrag und in einer Hausordnung können diese Pflichten konkretisiert werden.
Bei Stockwerkeigentum gehören die Innenteile der Balkone, nicht aber die Außenteile zum Sonderrecht.